# Percy Faraday Frankland
Percy Faraday Frankland (Londres, 3 de outubro de 1858 — Argyll, 28 de outubro de 1946) foi um químico do Reino Unido.
Filho de Edward Frankland, foi professor na Universidade de Birmingham.

## Prémios
- Medalha Davy (1919)[2]